# Frank Wilson
Pour les articles homonymes, voir Wilson et Frank Wilson (homonymie).
Frank Wilson est un réalisateur, acteur et scénariste britannique né le 3 mars 1873 à  Barningham Winter, dans le Norfolk (Royaume-Uni), décédé à Brighton le 31 octobre 1952.

## Filmographie

### Comme réalisateur
- 1909 : The Dog and the Bone
- 1910 : The Postman
- 1910 : Mr. Mugwump Takes Home the Washing
- 1910 : Mr. Mugwump's Jealousy
- 1910 : Mr. Mugwump's Hired Suit
- 1910 : Mr. Mugwump's Banknotes
- 1910 : Mr. Mugwump and the Baby
- 1910 : A Mother's Gratitude
- 1910 : The Man Who Thought He Was Poisoned
- 1910 : Let Sleeping Dogs Lie
- 1910 : A Funny Story
- 1910 : Cocksure's Clever Ruse
- 1911 : When Hubby Wasn't Well
- 1911 : When Father Put Up the Bedstead
- 1911 : The Veteran's Pension
- 1911 : An Unruly Charge
- 1911 : An Unromantic Wife
- 1911 : Uncle Buys Clarence a Balloon
- 1911 : A Touch of Hydrophobia
- 1911 : Too Keen a Sense of Humour
- 1911 : Tilly Works for a Living
- 1911 : Tilly and the Dogs
- 1911 : Stickphast
- 1911 : Right of Way
- 1911 : A Present from India
- 1911 : Neighbouring Flats
- 1911 : Mugwump's Paying Guest
- 1911 : Mr. Mugwump's Clock
- 1911 : A Hopeless Passion
- 1911 : For the Sake of the Little Ones at Home
- 1911 : Foozle Takes Up Golf
- 1911 : Fitznoodle's Wooing
- 1911 : An Enthusiastic Photographer
- 1911 : The Constable's Confusion
- 1911 : The Borrowed Baby
- 1911 : The Baby Show
- 1912 : Wonkey's Wager
- 1912 : When Jones Lost His Latchkey
- 1912 : The Umbrella They Could Not Lose
- 1912 : Tommy and the Whooping Cough
- 1912 : Taking Father's Dinner
- 1912 : Robbery at Old Burnside Bank
- 1912 : A Present for Her Husband
- 1912 : Percy Loses a Shilling
- 1912 : A Pair of Bags
- 1912 : Overcharged
- 1912 : A Man of Mystery
- 1912 : The Lunatic and the Bomb
- 1912 : Lost in the Woods
- 1912 : A Little Gold Mine
- 1912 : In Wolf's Clothing
- 1912 : The Indian Woman's Pluck
- 1912 : He Wanted to Propose, But -
- 1912 : Harold Prevents a Crime
- 1912 : A Disciple of Darwin
- 1912 : A Detective for a Day
- 1912 : The Coiner's Den
- 1912 : Billiards Mad
- 1913 : Winning His Stripes
- 1913 : The Vicar of Wakefield
- 1913 : Three of Them
- 1913 : A Sticky Affair
- 1913 : The Prodigal's Return
- 1913 : Pass It On
- 1913 : Mr. Poorluck Repairs His House
- 1913 : Monty's Mistake
- 1913 : Little Billie and the Bellows
- 1913 : The Law in Their Own Hands
- 1913 : The Jewel Thieves Outwitted
- 1913 : The House That Jerry Built
- 1913 : His Evil Genius
- 1913 : Held for Ransom
- 1913 : Father's Little Flutter
- 1913 : The Badness of Burglar Bill
- 1914 : The Whirr of the Spinning Wheel
- 1914 : What the Firelight Showed
- 1914 : Poorluck Minds the Shop
- 1914 : The Night Bell
- 1914 : Justice
- 1914 : In the Shadow of Big Ben
- 1914 : The Importance of Being Another Man's Wife
- 1914 : How Billy Kept His Word
- 1914 : The Heart of Midlothian
- 1914 : The Great Poison Mystery
- 1914 : The Gardener's Hose
- 1914 : A Friend in Need de William Duncan
- 1914 : Fair Game
- 1914 : A Doubtful Deal in Dogs
- 1915 : Wife the Weaker Vessel
- 1915 : Who Stole Pa's Purse?
- 1915 : The White Hope
- 1915 : What's Yours Is Mine
- 1915 : Tilly and the Nut
- 1915 : They're All After Flo
- 1915 : Spies
- 1915 : Something Like a Bag
- 1915 : The Smallest Worm
- 1915 : The Shepherd of Souls
- 1915 : Schoolgirl Rebels
- 1915 : Phyllis and the Foreigner
- 1915 : The Painted Lady Betty
- 1915 : One Good Turn
- 1915 : Oh Wifey Will Be Pleased!
- 1915 : The Nightbirds of London
- 1915 : Marmaduke and His Angel
- 1915 : The Man with the Scar
- 1915 : Love Me Little, Love Me Long
- 1915 : A Lancashire Lass
- 1915 : The Incorruptible Crown
- 1915 : Her Boy
- 1915 : Coward!
- 1915 : The Confession
- 1915 : A Child of the Sea
- 1915 : A Call from the Past
- 1915 : Behind the Curtain (en)
- 1915 : As the Sun Went Down
- 1915 : All the World's a Stage
- 1915 : The Sweater
- 1916 : Who's Your Friend?
- 1916 : Tubby's Rest Cure
- 1916 : Orace's Ordeal
- 1916 : Miggles' Maid
- 1916 : The Man at the Wheel
- 1916 : I Do Like a Joke
- 1916 : The Grand Babylon Hotel
- 1916 : Face to Face
- 1916 : A Deal with the Devil
- 1916 : A Bunch of Violets
- 1917 : The Ragged Messenger
- 1917 : Neighbours
- 1917 : A Munition Girl's Romance
- 1917 : The Man Behind 'The Times'
- 1917 : Lollipops and Posies
- 1917 : The Joke That Failed
- 1917 : The House Opposite
- 1917 : Her Marriage Lines
- 1917 : A Grain of Sand
- 1917 : A Gamble for Love
- 1917 : The Eternal Triangle
- 1917 : Daughter of the Wilds
- 1917 : The Countess of Summacount
- 1917 : Carrots
- 1917 : The Blindness of Fortune
- 1917 : The Adventures of Dick Dolan
- 1918 : The Woman Wins
- 1918 : A Turf Conspiracy
- 1918 : The Snare
- 1919 : The Soul of Guilda Lois
- 1919 : The Irresistible Flapper
- 1920 : With All Her Heart
- 1920 : The Winding Road

### Comme acteur
- 1911 : Faust : Valentine
- 1912 : A Case of Dynamite
- 1913 : His Evil Genius : The Baker
- 1914 : A Friend in Need de William Duncan : Doctor
- 1915 : The White Hope
- 1915 : As the Sun Went Down : The Captain
- 1916 : Face to Face : Henry Dare
- 1917 : Her Marriage Lines : Rev. Neville
- 1917 : The Adventures of Dick Dolan : Doctor
- 1918 : A Turf Conspiracy : Dick Bell
- 1919 : The Irresistible Flapper : Vicar
- 1922 : The Peacemaker : Charles Wilkes
- 1922 : Long Odds : Ned Boulter
- 1923 : The West Case : Inspector Weymouth
- 1923 : The Silver Buddha : Inspector Weymouth
- 1923 : The Shrine of the Seven Lamps : Inspector
- 1923 : The Scented Envelopes : Inspector Weymouth
- 1923 : The Sacred Order : Inspector Weymouth
- 1923 : The Queen of Hearts : Inspector Weymouth
- 1923 : The Prodigal Son : Stephen Stephenson
- 1923 : The Miracle : Inspector Weymouth
- 1923 : The Man with the Limp : Inspector Weymouth
- 1923 : The Knocking on the Door : Inspector Weymouth
- 1923 : The Fungi Cellars : Inspector Weymouth
- 1923 : The Fiery Hand : Inspector Weymouth
- 1923 : The Cry of the Nighthawk : Inspector Weymouth
- 1923 : The Clue of the Pigtail : Inspector Weymouth
- 1923 : The Call of Siva : Inspector Weymouth
- 1923 : Aaron's Rod : Inspector Weymouth
- 1924 : The Golden Pomegranates : Inspector Weymouth

### Comme scénariste
- 1917 : The Blindness of Fortune
- 1923 : The West Case
- 1923 : The Silver Buddha
- 1923 : The Shrine of the Seven Lamps
- 1923 : The Scented Envelopes
- 1923 : The Sacred Order
- 1923 : The Queen of Hearts
- 1923 : The Miracle
- 1923 : The Man with the Limp
- 1923 : The Knocking on the Door
- 1923 : The Fungi Cellars
- 1923 : The Fiery Hand
- 1923 : The Cry of the Nighthawk
- 1923 : The Clue of the Pigtail
- 1923 : The Call of Siva
- 1923 : Aaron's Rod
- 1926 : Along Came Auntie
- 1926 : Should Husbands Pay?